# 지방도 제633호선
지방도 제633호선은 충청남도 당진시 송악읍 반촌리 가마못 교차로와 송산면 성구미마을을 잇는 충청남도의 지방도이다.
2009년 송산면 일대에 송산일반산업단지가 조성되면서 종점이 변경되었고, 이 곳으로 진입하는 도로가 2011년 12월 착공되면서 2012년 지방도 노선 조정으로 기존 원당동 출발 노선을 폐지하고 기점이 당진시 송악읍 가마못 교차로로 변경되었다.

## 연혁
- 2003년 2월 20일 : 지방도 노선 폐지 및 재지정[1]
- 2009년 2월 18일 : 송산일반산업단지 조성으로 인해 일반산업단지 포함 구간을 폐지하고 종점을 변경[2]
- 2011년 12월 12일 : 송산산업단지 진입도로 개설공사 착공
- 2012년 7월 1일 : 지방도 노선 조정[3]
- 2017년 8월 18일 : 송산산업단지 진입도로(당진시 송악읍 반촌리 ~ 송산면 유곡리) 7.58 km 구간 신설 개통, 기존 당진시 원당동 ~ 송산면 동곡리 10.45 km 구간 폐지[4]

## 경유지
- 당진시
  - 송악읍 가마못 교차로 - 송악 교차로 - 가학 교차로
  - 송산면 부곡 교차로 - 상거교 - 송산 교차로 - 삼월1교 - 삼월2교 - 무수 교차로 - 유곡2 교차로 - 유곡1 교차로 - 가곡 교차로 - 성구미삼거리 - 성구미마을

## 도로명
- 당진시 송악읍 가마못 교차로 ~ 송악 교차로 : 반촌로
- 당진시 송악읍 송악 교차로 ~ 송산면 성구미마을 : 현대제철로